# Asby (Copeland)
Asby – wieś w Anglii, w Kumbrii, w dystrykcie (unitary authority) Cumberland. Leży 50 km na południowy zachód od miasta Carlisle i 406 km na północny zachód od Londynu.